# Nyhamnella
Nyhamnella is een geslacht van uitgestorven kreeftachtigen uit de klasse van de Ostracoda (mosselkreeftjes).

## Soorten
- Nyhamnella gigantea Abushik, 1980 †
- Nyhamnella musculimonstrans Adamczak, 1966 †
- Nyhamnella mykensis Mikhailova, 1972 †
- Nyhamnella naturalis Sarv, 1977 †